# 荷蘭公園站
荷蘭公園站（英語：Holland Park tube station）是倫敦地鐵的一個車站。荷蘭公園站是中央線的一個車站，位於牧者叢站和諾丁丘大門站之間。荷蘭公園站位於倫敦第2收費區。2016年1月至8月期間，荷蘭公園站因電梯工程而暫時關閉。